# Gideon
Gideon je bio starozavjetni patrijarh i sudac u Izraelu. O njegovom životu svjedoči Knjiga o Sucima te se spominje u Poslanici Hebrejima kao primjer čovjeka vjere.
Gideon je sin Joašov, iz plemena Manašeovog.